# رودبال (مقاطعة فيروزآباد)
رودبال (بالفارسية: رودبال) هي قرية تقع في قسم جايدشت الريفي في إيران. يقدر عدد سكانها بـ 1,472 نسمة .